# Nagmeldin Ali Abubakr
Nagmeldin Ali Abubakr (né le 22 février 1986 à Khartoum) est un athlète soudanais, spécialiste du sprint. Il mesure 1,71 m pour 61 kg.

## Meilleures performances
- 100 m : 10,79 s Kampala 30/05/2004
- 200 m : 20,83 s Khartoum 25/05/2006
- 300 m :  32,49 s Sestrières 23/07/2005
- 400 m :  44,93 s La Mecque 14/04/2005